# Angela Merkel
Angela Dorothea Merkel (født Angela Dorothea Kasner 17. juli 1954 i Hamborg) er en tysk politiker fra det kristendemokratiske og konservative CDU, der fra den 22. november 2005 til den 8. december 2021 var Tysklands forbundskansler.
Angela Merkel voksede op i DDR, hvor hun hovedsageligt forfulgte en forskerkarriere indenfor naturvidenskab, og her opnåede hun at få en doktorgrad i kvantekemi. I slutningen af firserne begyndte hun at involvere sig i politik, og efter murens fald blev hun hurtigt en af kansler Helmut Kohls foretrukne politikere. Som Helmut Kohls protegé blev hun hurtigt minister for kvinder og unge og senere for miljø og atomsikkerhed. Hun var den første ledende CDU-politiker, der brød med Kohl efter en skandale, hvor Kohl havde dækket over ulovlige partibidrag. Den 9. april 2000 lykkedes det hende at udmanøvrere alle de store kronprinser, der havde ønsket at efterfølge Helmut Kohl som det overvejende katolske, mandligt dominerede partis leder. Dette på trods af hendes køn, hendes protestantiske baggrund, hendes fortid i Østtyskland og hendes barnløshed.
Hun var CDU/CSU's kandidat til forbundskanslerposten ved valget den 18. september 2005 og tiltrådte som Tysklands kansler den 22. november efter lange og svære forhandlinger med SPD. Ved valget i september 2009 blev Angela Merkel genvalgt og kunne fortsætte som Tysklands forbundskansler. Denne gang kunne hun samarbejde med det borgerligt-liberale FDP, der i politik og tradition ligger tættere på Merkels borgerlige CDU-parti.
Angela Merkel er Tysklands første kvindelige kansler, den første kansler fra det tidligere Østtyskland samt den yngste kansler i forbundsrepublikkens historie. Internationalt har Merkel høstet bred anerkendelse for sine forhandlingsevner, eksempelvis som EU-formand i juni 2007, hvor det mod mange odds lykkedes hende at skabe enighed om en ny EU-traktat. Ved valget i 2013 førte Merkels alliance CDU/CSU til en jordskredssejr med 41,5 % af stemmerne, og hun dannede en anden stor koalition med SPD, efter FDP mistede alle sine mandater i Forbundsdagen.

## Merkels liv før politik

### Opvækst
Merkel blev født i Hamborg som datter af Horst Kasner, en luthersk præst oprindeligt fra Berlin, og Herlind Jentzsch, en lærerinde i engelsk og latin oprindeligt fra Danzig. Hun har også rødder i Elbing i Østpreussen, og en af bedsteforældrene var af polsk afstamning. Familiens oprindelige navn Kaźmierczak blev fortysket til Kasner i 1930.
Få uger efter hendes fødsel flyttede familien til DDR, hvor faren fik en stilling som sognepræst i Quitzow ved Perleberg i Brandenburg. På denne tid var det stadigvæk muligt at flytte mellem Vesttyskland og DDR. Familien boede i præsteboligen i Quitzow.
Gerd Langguth, et tidligere seniormedlem af CDU, skriver i en bog , at det at familien kunne rejse frit mellem Øst- og Vesttyskland og deres besiddelse af to biler måtte betyde, at Merkels far havde et 'sympatisk' forhold til det kommunistiske regime, eftersom sådanne friheder og goder for en præst og hans familie ellers ville have været umulige i Østtyskland.
Tre år senere flyttede familien til byen Templin, hvor faderen sammen med Andreas Rosenbaum byggede et pastoralkollegium, et kirkeligt videreuddannelsesseminar. Pastoralkollegiet holdt til i den såkaldte Skovgård udenfor bycenteret i Templin. Horst Kasner arbejdede ikke længere som sognepræst, men som leder for pastoralkollegiet, en vigtig position i den protestantiske kirke i Berlin-Brandenburg. Moderen fik Berufsverbot i DDR-skolevæsenet og brugte derfor tiden på at undervise sine egne børn.
I 1961 begyndte Angela Kasner på den polytekniske overskole i Templin. Hun blev medlem af Junge Pioniere, børneorganisationen i den kommunistiske masseungdomsorganisation Freie Deutsche Jugend (FDJ). På skolen gjorde hun det specielt godt i matematik og russisk. Hun deltog ikke i den kommunistiske Jugendweihe for sin årgang, men blev til gengæld den 3. maj 1970 konfirmeret i St. Maria-Magdalenen-Kirche i Templin. I 1973 tog hun sin Abitur (studentereksamen) og fik gode karakterer, som gav hende mulighed for at studere ved universitetet.
Allerede i skoletiden bestemte hun sig for at studere fysik ved universitetet i Leipzig. I lighed med de fleste andre studenter fortsatte hun med at være aktiv i FDJ. Under studiet mødte hun sin første mand, Ulrich Merkel. De blev kirkeligt viet den 3. september 1977 i Templin, og hun tog dengang mandens navn. Angela Merkel blev anset for at være en flittig studerende.

### Videnskabelig karriere
Hun blev færdig med hovedfag i fysik i 1978. Efter studiet flyttede hun med sin mand til Øst-Berlin, hvor hun fik en stilling ved Zentralinstitut für Physikalische Chemie (ZIPC), en del af Akademie der Wissenschaften. Hun blev skilt fra Ulrich Merkel i 1982 efter et års separation, men beholdt efternavnet Merkel. Ved ZIPC arbejdede Merkel med teoretisk kemi og tog en doktorgrad i fysik i 1986. Efter doktorgraden blev hun tilknyttet projekter indenfor analytisk kemi. Igennem årene ved ZIPC var Merkel fortsat aktivt FDJ-medlem og blandt andet «sekretær for agitation og propaganda». Hun har selv beskrevet dette arbejde som «kulturarbejde». Hun var ikke politisk aktiv udover dette. På instituttet mødte hun professor i kemi Joachim Sauer, med hvem hun giftede sig i 1998. Hun har ingen børn, men Sauer har 2 voksne sønner.

## Merkels politiske karriere i det tidligere DDR

### Demokratischer Aufbruch (1989)
Først fra slutningen af december 1989, cirka en måned efter murens fald, blev Merkel aktiv i partiet Demokratischer Aufbruch (DA). Enkelte af hendes tidligere venner har udtrykt forundring over, at hun senere blev CDU-politiker og havde snarere ventet, at hun stod nærmere partiet De grønne. Merkels mor blev efter genforeningen aktiv i SPD, Merkels far stod langt fra CDU. Men i december 1989 var DAs placering i det politiske landskab langt fra afgjort. Angela Merkel skrev flyveblade og blev senere partiets pressetalsmand. I forbindelse med DDR´s første frie valg til folkekammeret i 1990 blev også vesttyske politikere og partier engageret i det politiske arbejde i DDR, og vest-CDU´s generalsekretær Volker Rühe iværksatte valgforbundet Allianz für Deutschland i DDR. I dette valgforbund fik DA en nøgleposition.
Helmut Kohl ville ikke udelukkende støtte sig til CDU i DDR, som var belastet, fordi partiet havde været et blokparti under SED-styret (dvs. et parti, der de facto legitimerede SED's magt), eller til Deutsche Soziale Union, som stod bayerske CSU nærmere. I februar 1990 tog Merkel permission fra stillingen ved Akademie der Wissenschaften for at arbejde på heltid med valgkampen for DA. Få dage før valget blev det kendt, at partiets leder Wolfgang Schnur havde en fortid som stasiinformant. Det var Merkels opgave at lede pressekonferencen, hvor DA-ledelsen udtalte sig i sagen.

### Allianz für Deutschland (1990)
Det første frie Folkekammervalg den 18. marts 1990 endte for partiet DA med et resultat på skuffende 0,9 %. Takket være alliancepartneren CDU's overraskende resultat på 41 % blev alliancen valgets vinder, og DA alligevel en vigtig faktor. Under CDU's toppkandidat Lothar de Maizière blev der dannet en koalition bestående af alliancen, socialdemokraterne og de liberale. 12. april valgte Folkekammeret Lothar de Maizière til statsminister. I Maizières regering fik DA én ministerpost. Angela Merkel blev stedfortrædende regeringstalskvinde i den første og sidste demokratisk valgte regering i DDR.
I ugerne efter valget stod spørgsmålet om tysk genforening centralt. Angela Merkel deltog under mange forberedende samtaler, som ledte til valutaunionen med Vesttyskland den 18. maj 1990. DDR's vigtigste forhandlingsleder var Maizières statssekretær Günther Krause, som blev en vigtig mentor for Merkel. 31. august 1990 blev genforeningstraktaten underskrevet i Bonn af Krause og Vesttysklands indenrigsminister Wolfgang Schäuble. Angela Merkel ledsagede Maizière under flere udenlandsrejser.

## Merkels politiske karriere i det genforenede Tyskland

### Indmelding i CDU
Det dårlige valgresultat førte til, at partiet DA nærmede sig alliancepartneren CDU. Den 4. august 1990 stemte flertallet på en ekstraordinær generalforsamling i partiet for at fusionere med det vesttyske CDU efter først at have fusioneret med CDU i DDR. I denne sammenhæng fik Merkel en af de tre delegatposter til CDU's partidag i Hamburg. I en tale dér præsenterede hun sig som tidligere pressetalsmand for Demokratischer Aufbruch og medarbejder af Lothar de Maizière. Om eftermiddagen fik hun en personlig samtale med Helmut Kohl, CDU's leder og Vesttysklands kansler.
Med genforeningen den 3. oktober 1990 sluttede Merkels arbejde som regeringstalsmand i DDR. Hun blev i stedet udnævnt til ministerialråd i Presse- und Informationsamt der Bundesregierung. At vende tilbage til instituttet, hvor hun havde arbejdet i 12 år, var ikke noget alternativ, da det allerede var bestemt at afvikle det. Med hjælp fra Günther Krause opstillede Merkel til valget i december 1990 for at opnå et mandat i den tyske Forbundsdag.

### Minister i Helmut Kohls regering
Merkel blev valgt ind i Forbundsdagen og vandt sin valgkreds Stralsund-Rügen-Grimmen i Mecklenburg-Vorpommern med 48,5 procent af stemmerne.
Af valgets sejrherre Helmut Kohl, som i november 1990 inviterede hende til en samtale i Bundeskanzleramt i Bonn, blev hun overraskende udnævnt til minister for kvinder og ungdom i den føderale regering. Det gamle ministerium for ungdom, familie, kvinder og helse blev delt i tre. Gerda Hasselfeldt blev helseminister og Hannelore Rönsch minister for familier og ældre. Eftersom Merkel på dette tidspunkt var en af de få politikere fra det tidligere DDR uden en belastende fortid, blev hun valgt af Kohl til at lede det lille restministerium for kvinder og ungdom, hvor altså ansvarsområdet var blevet stærkt beskåret. Hun blev taget i ed som minister den 18. januar 1991. Som statssekretærer valgte hun Peter Hintze og Willi Hausmann.
På grund af sin opvækst i DDR havde Merkel ikke taget samme vej i partiet som mange af de vesttyske CDU-topper havde gjort det, hvor af mange kendte hinanden fra ungdomsorganisationen Junge Union. Hendes politiske karriere var baseret udelukkende på kanslerens gunst, og hun gik derfor under betegnelsen «Kohls pige». For at skaffe sig en base i partiet forsøgte hun i november 1991 at blive valgt som leder for CDU i Brandenburg, men tabte valget mod Ulf Fink. Men i december samme år blev hun valgt til næstformand i CDU på partidagen i Dresden, den stilling Lothar de Maizière havde haft, før han trak sig på grund af stasibeskyldninger. I juni 1993 blev hun valgt til Krauses efterfølger som leder for CDU i Mecklenburg-Vorpommern.
Efter valget i oktober 1994 blev Merkel udnævnt til minister for miljø, naturbeskyttelse og reaktorsikkerhed, en langt vigtigere ministerpost end hendes forrige. Hendes forgænger var Klaus Töpfer, som også udenfor CDU var anerkendt for sin indsats for miljøet. Hans politik stødte imidlertid på øget modstand fra CDU´s og koalitionspartneren FDP´s erhvervsvenlige fløj, og forflytningen af Töpfer til minister for bygningsvæsen kan derfor ses som en degradering. Tre måneder efter sin tiltrædelse afskedigede Merkel Töpfers mangeårige statssekretær Clemens Strotmann og erstattede ham med Erhard Jauck.

### Slutningen på æraen Kohl og "Spendenaffäre" (finansieringssagen)
Ved valget i 1998 fik CDU/CSU sit dårligste valg siden 1949, og æraen Kohl sluttede. Wolfgang Schäuble, Kohls «evige kronprins», havde fra 1996 flere gange forsøgt at få gang i en diskussion om «kandidatspørgsmålet»: Hvem skulle være kanslerkandidat ved næste valg? Men Kohl, «den evige kansler», havde ikke været villig til at give magten fra sig endnu. Allerede før valget havde Schäuble ytret kritik mod Kohls nye kandidatur. Efter valgnederlaget blev Schäuble så valgt til ny partiformand. Efter Schäubles forslag blev Merkel generalsekretær, en af de vigtigste poster i partiet i dets nye rolle som oppositionsparti uden ministerposter. Helmut Kohl blev valgt til æresformand med sæde i præsidiet og styret. I månederne efter fik CDU nogle gode delstatsvalg og et godt valg ved Europavalget i juni 1999. At vælgerne straffer de regerende partier ved mindre vigtige valg har ofte været typisk for tysk politik. Disse valgresultater styrkede også Merkels position i partiet.
I november 1999 brød det, som blev kendt som "Spendenaffäre" (finansieringssagen), ud i CDU. Det blev afsløret, at CDU havde modtaget milliongaver til at finansiere sine valgkampagner. Kohl nægtede at fortælle, hvem som havde givet gaverne under henvisning til sit «æresord». Merkel kritiserede som en af de eneste CDU-toppolitikere nu Kohl offentligt i avisen Frankfurter Allgemeine Zeitung. Den 18. januar 2000 fratrådte en forbitret Kohl hvervet som æresformand i CDU. Wolfgang Schäuble havde forsøgt at gyde olie på vandene, men det blev hurtigt klart, at han selv var indblandet i sagen og havde modtaget penge fra den kontroversielle våbenlobbyist Karlheinz Schreiber, noget han ellers havde benægtet i Forbundsdagen. Efter at CDU's kasserer Brigitte Baumeister gav modstridende udtalelser om detaljerne ved pengegaverne, var det klart, at Schäuble måtte gå af som CDU-formand.

### CDU-leder, men ikke kanslerkandidat
16. februar 2000 bekendtgjorde Schäuble sin afgang som partiformand og fraktionsleder for CDU/CSU. I ugerne efter havde partiet ingen leder, og Angela Merkel befandt sig som generalsekretær i en nøgleposition. Der fandt ni såkaldte regionalkonferencer sted, hvor affæren blev diskuteret internt i partiet. Der dannedes snart en større opbakning til fordel for Merkel som Schäubles efterfølger. Merkels baggrund fra DDR og sene politiske karrière blev nu en fordel, hvor det ellers altid havde været en ulempe. Hun blev regnet for at være ubelastet i de skandaler, der havde rystet partiet. Den nedersaksiske CDU-leder Christian Wulff udtalte sig tidligt til støtte for Merkel. Derimod var Volker Rühe og Friedrich Merz, samt CSU-lederen Edmund Stoiber, kritiske over for Merkels kandidatur.
10. april 2000 blev Angela Merkel valgt til ny leder i CDU på partidagen i Essen med 897 af 935 stemmer. Efter Merkels forslag blev Ruprecht Polenz ny generalsekretær. Merz blev fraktionsleder.
Efter at den rød-grønne regering havde klaret at få delstater, hvor CDU deltog i regeringen, til at stemme for SPD's forslag i Forbundsrådet, skiftede Merkel den moderate Polenz ud med Laurenz Mayer, som optrådte mere aggressivt over for regeringen.
I 2001 begyndte positioneringen mellem CDU og søsterpartiet CSU for det kommende valg i 2002. Merz lanserede sig selv som kandidat til at blive CDU/CSU´s kanslerkandidat, og diskussionen om det såkaldte «K-spørgsmål» blev dermed indledt. Merkels villighed til at stille op som partiets kanslerkandidat var velkendt, men hun havde ikke meget rygdækning i partiet. Flere af CDU's delstatsledere foretrak den bayerske statsminister fra CSU, Edmund Stoiber. I december 2001 blev det på partilandsmødet i Dresden bestemt, at beslutningen skulle tages af CDU's præsidium og styre 11. januar 2002 i Magdeburg. Merkel valgte imidlertid at undgå konfrontation, og under en frokost hjemme hos Stoiber i Wolfratshausen i Bayern gav hun ham sin støtte som kansler. Tilbagetoget var også nødvendigt for at sikre hendes egen position; et afstemningsnederlag overfor Stoiber kunne blive tolket som et mistillidsvotum mod hendes person.

### Oppositionsleder (2002-2005)
Merkel bakkede loyalt op omkring Stoibers kanslerkandidatur ved valget 22. september 2002. De konservative havde i starten ligget godt til i meningsmålingerne, men valget endte alligevel med en smal sejr for den siddende rødgrønne regering under Gerhard Schröder. De rødgrønnes, især Gerhard Schröders, effektive håndtering af Elb-oversvømmelsen og regeringens klare nej til en krig mod Irak, såvel som mindre heldige udtalelser fra Stoiber, bl.a. udtalte han sig negativt om østtyskere, bidrog til deres valgsejr.
Umiddelbart efter valget gjorde Merkel krav på fraktionslederhvervet i Forbundsdagen, et hverv som Friedrich Merz havde besiddet indtil da. Hun ville fremstå som oppositionsleder overfor regeringen i parlamentet. Merz ønskede imidlertid ikke at opgive sit fraktionslederhverv og kritiserede Merkel. På det afgørende bestyrelsesmøde i CDU skal Stoibers stemme til fordel for Merkel have gjort udslaget. Forholdet mellem Merz og Merkel havde allerede tidligere båret præg af konfliktfyldt konkurrence. I november 2002 blev Angela Merkel genvalgt som CDU-leder med 746 af 796 stemmer.

#### 2003
I 2003 opnåede CDU under Merkels ledelse gode delstatsvalg i Hessen og Niedersachsen, og CDU`s deraf styrkede stilling i Forbundsrådet gav Merkel mulighed for i større grad at påvirke den rødgrønne regerings politik. CDU medvirkede i denne periode til i samarbejde med SPD at udarbejde flere større reformprojekter.

#### 2004
I starten af 2004 trådte den stadigt mere pressede forbundskansler Gerhard Schröder tilbage fra posten som SPD´s formand til fordel for Franz Müntefering. Samtidig opnåede CDU ved valget til parlamentet i bystaten Hamburg et godt resultat. Efter en rejse til Tyrkiet udviklede Angela Merkel idéen om et «privilegeret partnerskab» frem for et fuldt medlemskab til Tyrkiet, som var regeringen Schröders erklærede politik.
I en tale den 20. november 2004 udtalte Angela Merkel med ordene "Det multikulturelle samfund har spillet fallit" sig kritisk til de rød-grønnes multikulturelle vision. Hun positionerede sig dermed stærkt i forhold til de store integrationsproblemer, som præger Tyskland, ved at fokusere på især muslimers manglende evne og vilje til at integrere sig.
Afslutningen på præsident Johannes Raus embedsperiode indebar, at Tysklands højeste embede skulle besættes på ny. Wolfgang Schäuble foreslog tidligt sig selv og kunne håbe på støtte fra dele af CDU og CSU. Merkels modspillere i partiet som Roland Koch og Friedrich Merz var positive over for Schäubles kandidatur, og det samme var Edmund Stoiber. Horst Köhler, som var forholdsvis ukendt og ikke havde nogen egen politisk base, blev regnet som Merkels kandidat, og da han blev valgt den 23. maj 2004, blev det tolket som en videre udvidelse af hendes magtposition.
Landdagsvalgene og Europavalget i 2004 blev dog for CDU på trods af Merkels succes i partiet alt i alt skuffende, og nogle mente, det skyldtes samarbejdet med den rødgrønne regering om reformer. De regerende partier opnåede imidlertid endnu dårligere valg. 12. oktober annoncerede Merz i et brev til «kære Angela», at han trak sig fra ledelsen i partiet og fraktionen. 22. december 2004 gik Merkels generalsekretær Laurenz Meyer af og blev efterfulgt af Volker Kauder.

### Forbundsdagsvalget 2005 – Angela Merkel bliver kansler
Delstatsvalget i Nordrhein-Westfalen den 22. maj 2005 betød et enormt nederlag for SPD i delstaten og dermed en yderligere skærpelse af en negativ trend for partiet, som havde stået på helt siden 2003. Den konservative opposition havde et klart flertal i Forbundsrådet og kunne dermed effektivt blokere regeringens politik på grund af Tysklands tokammersystem. Denne situation førte til, at forbundskansler Gerhard Schröder bestemte sig for at fremskynde det forbundsdagsvalg, som egentlig skulle finde sted i 2006.
Den 30. maj 2005 bestemte præsidierne i CDU og CSU ved et fællesmøde, at Angela Merkel skulle være kanslerkandidat. På dette tidspunkt var Merkels modstandere i partiet marginaliseret. Merkel udnævnte et skyggekabinet kaldet «kompetenceteam». Den planlagte finansminister Paul Kirchhofs radikale tale om en ekstrem liberalisering af den tyske økonomi endte dog med at skræmme mange vælgere væk og blev dermed en af hovedårsagerne til CDU´s forholdsvis skuffende resultat ved valget. I visse meningsmålinger havde partiet før Kirchhof ligget med over 50 procent af stemmerne.
Ved valget i september 2005 fik CDU/CSU 35,2 %, mens SPD fik 34,2 %. Merkel vandt sin egen valgkreds i Mecklenburg-Vorpommern med 41,3 %. Begge partier gik klart tilbage, men SPD mest, så CDU/CSU dermed var det største parti i forbundsdagen. CDU/CSU fik et væsentligt dårligere valg, end de havde regnet med, og opnåede ikke det som havde været deres mål, et flertal sammen med FDP. Men den siddende regering bestående af SPD og De grønne mistede også sit parlamentariske grundlag. Det postkommunistiske parti Die Linkspartei.PDS havde fået et kanonvalg, men da ingen ville arbejde sammen med dem, var der politisk dødvande mellem de to grupper i forbundsdagen, der ikke kunne mønstre et flertal.

#### Koalitionsforhandlingerne
I ugerne efter valget blev flere konstellationer diskuteret. De grønne afviste hurtigt ideen om en såkaldt Jamaica-koalition, bestående af CDU/CSU, FDP og De grønne. Gerhard Schröder fra SPD havde erklæret sig villig til at samarbejde med alle andre partier end det venstreekstreme protestparti, Die Linkspartei, PDS, som havde opnået et godt valg, og som ville have kunnet sikre ham fortsat flertal, hvis partiets erklærede mål ikke havde været at vælte den rødgrønne regering. Da det liberale FDP også afviste at støtte en fortsat rød-grøn regering, blev det klart, at eneste mulige måde at få en regering i landet på, var et samarbejde mellem ærkerivalerne CDU/CSU og SPD. For at positionere sig bedst muligt gjorde Schröder op til forhandlingen krav på kanslerembedet og henviste bl.a. til, at SPD var det største parti (fordi CDU og CSU i praksis er to partier, om end med et meget nært samarbejde, bl.a. fælles fraktion i Forbundsdagen). De konservative på sin side pegede på, at CDU/CSU var største fraktion. Først efter flere ugers politisk tovtrækning valgte Schröder at give afkald på kanslerembedet, og dermed banede han vejen for Merkel. I mellemtiden var Merkel demonstrativt blevet genvalgt som fraktionsleder for CDU/CSU med overvældende 219 af 222 stemmer og havde dermed fået tydelig rygdækning i eget parti til at kræve retten til kanslerembedet.
10. oktober offentliggjorde SPD, CDU og CSU at man var nået til enighed om, at Merkel skulle vælges til kansler i en regering bestående af SPD og CDU/CSU. 12. november præsenterede partierne en koalitionsaftale, som lagde grundlaget for regeringens politik. Som tak for kanslerposten fik SPD nogle af de største og vigtigste ministerposter. Gerhard Schröder trak sig som en del af aftalen ud af tysk politik.
Angela Merkel blev dermed den 22. november 2005 valgt til Tysklands første kvindelige kansler med 397 af 611 stemmer i Forbundsdagen. 202 stemte imod, 12 afstod fra at stemme. Merkel fik 51 stemmer færre end koalitionspartierne havde tilsammen, hvilket kunne tyde på nogen utilfredshed blandt koalitionspartiernes medlemmer.
I forbindelse med koalitionsforhandlingerne erklærede Edmund Stoiber overraskende, at han ville give afkald på posten som finansminister, en post han ellers var blevet tiltænkt. Den officielle grund var, at Franz Müntefering gik af som SPD-leder efter at have tabt en intern magtkamp.
I den vigtige stilling som leder for Bundeskanzleramt valgte Merkel Thomas de Maizière, fætter til Lothar de Maizière.

#### Merkels kabinet fra 2005
- Angela Merkel (CDU) – forbundskansler
- Thomas de Maizière (CDU) – chef for kanslerkontoret og minister for særlige opgaver
- Franz Müntefering (SPD) – vicekansler og arbejdsminister
- Frank Walter Steinmeier (SPD) – udenrigsminister
- Franz Josef Jung (CDU)	- forsvarsminister
- Wolfgang Schäuble	(CDU)	- indenrigsminister
- Peer Steinbrück	(SPD) – finansminister
- Brigitte Zypries	(SPD) – justitsminister
- Michael Glos	(CSU) – nærings- og teknologiminister
- Horst Seehofer (CSU)	- minister for forbrugerbeskyttelse og landbrug
- Wolfgang Tiefensee (SPD) – transportminister
- Ursula von der Leyen (CDU) – minister for familie, ældre, kvinder og børn
- Ulla Schmidt	(SPD) – helse- og socialminister
- Annette Schavan	(CDU)	- uddannelses- og forskningsminister
- Heidemarie Wieczorek-Zeul (SPD) – bistandsminister
- Sigmar Gabriel	(SPD) – miljø- og atomsikkerhedsminister

### Kansler fra 2005-2009
Tiden som kansler blev præget af de store forskelle mellem de to partier CDU, kristendemokraterne, og SPD, socialdemokraterne, der politisk ikke kunne blive enige om særlig mange ting. Indenrigs- og udenrigspolitisk skete der derfor ikke de store ændringer.
I perioden cementerede hun dog sin egen position som Tysklands leder og som CDU's ubestridte lederskikkelse.

### Valgkamp 2009
Ved valgkampen i efteråret 2009 stod de tidligere regeringspartnere CDU og SPD over for hinanden. De havde dog været fælles om regeringsstyringen og var klar over, at de også efter valget kunne blive tvunget til at fortsætte samarbejdet. Dette førte til en valgkamp med få modsætninger mellem landets to største partier og deres ledere – Angela Merkel og Frank Walter Steinmeier, der som udenrigsminister havde fået kørt sig i stilling som SPD's kandidat til kanslerposten.
Valget blev på trods af en smule tilbagegang en sejr for CDU's ønske om at danne regering sammen med det borgerligt-liberale FDP. Især det liberale FDP under ledelse af Guido Westerwelle fik et kanonvalg, og tilsammen havde de to partier flertal i Bundestag.

### Kansler 2009-2021
Kansler Angela Merkel kunne derfor sammensætte en klart borgerlig regering. I regeringsprogrammet var der derfor en del borgerlige mærkesager at finde. Heriblandt lavere skat og en gennemgribende reform af sundhedsvæsenet.

## Væsentlige politiske holdninger

### Udenrigspolitik
Angela Merkel er fortaler for en tysk udenrigspolitik dybt forankret i det europæiske samarbejde, men med et USA-venligt element. Efter den tidligere kansler Gerhard Schröders konfrontatoriske linje med USA var det vigtigt for Merkel at demonstrere samarbejdsvillighed over den amerikanske regering.
I talen den 9. november 2009 for 20-året for Berlinmurens fald betonede hun vigtigheden af at kæmpe for demokrati og frihed over alt i verden. Ved samme lejlighed gjorde hun opmærksom på tyskernes særlige ansvar i lyset af Nazi-Tysklands forbrydelser.
I forbindelse med Eurozonens gældskrise dannede Merkel politisk par med den franske præsident Nicolas Sarkozy i sådan en grad, at et nyt begreb opstod: "Merkozy".
De to stod sammen over for Grækenland og ønskede en ændring af EU`s traktat.
Merkel støttede Sarkozy i hans valgkamp om præsidentposten mod udfordreren François Hollande,
men efter præsidentvalget i Frankrig 6. maj 2012 lykønskede hun landets nye præsident François Hollande.

### Tyrkiet-politik
Merkel gav før 2005 ved flere lejligheder udtryk for modvilje mod at optage Tyrkiet i EU for i stedet at tilbyde Tyrkiet et privilegeret partnerskab. Som kansler har hun ikke villet udtale sig om emnet.

## Bøger af Merkel
Hendes selvbiografi med titlen "Frihed" blev udgivet i november 2024.